# Yvon Bertorello
Yvon Bertorello est un journaliste, réalisateur de documentaires et un scénariste de bande dessinée. Son champ d'intervention est généralement centré autour des questions de religion et il est considéré comme un spécialiste du Vatican. 

## Biographie
Yvon Bertorello étudie la théologie et l'histoire religieuse et réalise de nombreux voyages pontificaux ainsi que des séjours sur plusieurs continents.

### Scénariste, essayiste et réalisateur
Journaliste, Yvon Bertorello se reconvertit bientôt comme scénariste de bande dessinée et essayiste. Il est aussi réalisateur de films documentaires et de reportages pour la télévision. Bertorello collabore avec Eddy Vicken sur des films documentaires:   la vie monastique au Mont Athos, à l'abbaye Sainte-Madeleine du Barroux et, en 2014-2015, Gloria Patri, Vie monastique à l'abbaye Notre-Dame d'Argentan. 
En septembre 2018 paraît François, bande dessinée documentaire et biographique retraçant la vie de Jorge Bergoglio ; l'ouvrage est scénarisé par Arnaud Bidot et Bertorello, dessiné par Arnaud Delalande ; La Croix émet une critique positive de cet album, malgré quelques légers défauts, ; Pèlerin rejoint cet avis ainsi que Le Monde des religions. L'album obtiendra la mention spéciale du Prix International de la bande dessinée chrétienne par la conférence des évêques de France à Paris à l'occasion du festival d'Angoulême (2019)  et le Prix européen « Gabriel » de la BD chrétienne 2019. 
Toujours en 2018, le scénariste collabore avec Stéphane Bern, Grégoire Mabille et Alban Guillemois pour un livre illustré sur les dynasties royales en Europe : Il était une fois les princes et les princesses,. En 2018 également, paraît Les Aumôniers militaires avec Grégoire Mabille et Alban Guillemois, avec textes et aquarelles. 
Puis, épaulé par Alban Guillemois (co-scénariste et dessinateur), Yvon Bertorello scénarise trois albums d'inspiration religieuse chez les Éditions Artège dont l'album Bernadette & Lourdes : l'enquête qui obtiendra la Prix de la BD chrétienne Angoulême 2021. Il scénarise ensuite le diptyque Ad Romam chez les Éditions du Rocher avec le concours des scénaristes Hubert Prolongeau et Arnaud Delalande et du dessinateur Boris Talijancic pour le tome 1 intitulé Le trophée d'Auguste (2019) puis du scénariste Éric Stoffel et du dessinateur Michel Espinosa pour le tome 2, Les fosses de Marius (2020).
En 2020, il est au scénario de l'album Notre-Dame de Paris, La nuit du feu (Glénat), avec encore Stéphane Bern et Arnaud Delalande en tant que co-scénaristes et Cédric Fernandez au dessin.
Il est auteur de plusieurs autres séries de bandes dessinées aux éditions du Rocher (Monaco):dont une série sur les "Justes parmi les Nations" en partenariat avec l'institut Yad Vashem, une série sur la "Ligne Maginot" avec Aurelien Bédéneau,Éric Stoffel et Serge Scotto

## Œuvre

### Scénarios de bande dessinée
- Codex Sinaïticus, dessins d'Alessio Lapo, scénario d'Yvon Bertorello et d'Arnaud Delalande, Glénat, collection La Loge noire.

1. Le manuscrit de Tischendorf (2008)  (ISBN 978-2-7234-5899-3)
2. La Piste de Constantinople (2010)  (ISBN 978-2-7234-6686-8)
3. YHWH, la révélation finale (2012)  (ISBN 978-2-7234-7402-3)

- Prince de Sassoun, scénario d'Alban Guillemois et d'Yvon Bertorello, dessins d'Alban Guillemois [16],[17], 12 bis, 2011,  (ISBN 978-2-356-48258-7).
- Les explorateurs de la Bible: Le manuscrit de Sokoka[18],  scénario d'Yvon Bertorello et d'Arnaud Delalande, dessin d'Alessio Lapo, Glénat, 2015
- François : Des favelas au trône de Saint-Pierre[3],[6],  scénario d'Yvon Bertorello, avec Arnaud Delalande, Laurent Bidot (dessin) et Vérane Otéro (couleurs), éditions Les Arènes, 2018
- Ad Romam, Éditions du Rocher

1. Le trophée d'Auguste[13], avec les scénaristes Hubert Prolongeau et Arnaud Delalande et le dessinateur Boris Talijancic, 2019
2. Les fosses de Marius[14], avec le scénariste Éric Stoffel et le dessinateur Michel Espinosa, 2020

- Les gardiens du pape, la Garde suisse pontificale[19], avec le scénariste Arnaud Delalande et Laurent Bidot (dessin), Éditions Artège, 2019
- Notre-Dame de Paris, La nuit du feu[15], scénario et texte d'Yvon Bertorello, Arnaud Delalande et Stéphane Bern, avec Cédric Fernandez (dessin), Glénat, 2020
- Bernadette et Lourdes : l'enquête, scénario d'Alban Guillemois et d'Yvon Bertorello, dessins d'Alban Guillemois[20], Éditions Artège, 2020
- Dom Delaveyne, le Saint de Nevers : l'Enquête, scénario d'Alban Guillemois et d'Yvon Bertorello, dessins d'Alban Guillemois[21], Éditions Artège, 2020.
- La Tempête. Alex, chronique d’une catastrophe, scénario d'Yvon Bertollero et Cédric Fernandez, dessins de Franck Perrot, Éditions du Précurseur, 2021.
- La Tempête - Tome 2 : Alex, chronique d'une reconstruction, scénario d'Yvon Bertollero et Cédric Fernandez, dessins de Cédric Fernandez et Vincent Perriot, Éditions du Précurseur, 2022.
- les mondes d'Arven, Editions Dargaud avec Cedric Fernandez et Eric Stoffel

### Livres illustrés
- Les Aumôniers militaires (2018) avec Grégoire Mabille et Alban Guillemois aux éditions Mame 110p.  (ISBN 978-2-7289-2573-5)
- Il était une fois les princes et les princesses (2018) avec Stéphane Bern, Grégoire Mabille et Alban Guillemois aux éditions Hugo & Cie 200p.  (ISBN 9782755635508)

### Filmographie
- Veilleurs dans la nuit, film documentaire, 2009 (Prix du Festival international du film catholique Mirabile Dictu[22] et Laurier Première Œuvre du Prix Marcel Jullian 2010).
- Des hommes à part, images animées, coréalisateur et coauteur avec Eddy Vicken, Éd. Nuntiavit, 2010.
- Kosovo, une chrétienté en péril (avec Eddy Vicken), diffusé le 10 avril 2017 à 20h43 sur KTO.
- Mont Athos, la République des moines

## Prix et distinctions
- Prix du Festival International du Film Catholique Mirabile dictu pour le documentaire Veilleurs dans la nuit (2009)[22].
- Laurier Première Œuvre du Prix Marcel Jullian 2010 pour le documentaire Veilleurs dans la nuit (2009)[23].
- Mention spéciale au prix de la BD chrétienne Angoulême 2019 [7]  pour François : des favelas au trône de Saint Pierre, un destin extraordinaire.
- Prix européen de la BD chrétienne Gabriel 2019 [8] pour François : des favelas au trône de Saint Pierre, un destin extraordinaire.
- Prix de la BD chrétienne Angoulême 2021 pour Bernadette et Lourdes, l’enquête[12].